# Polistes bellicosus
Polistes bellicosus är en getingart som beskrevs av Cresson 1872. Polistes bellicosus ingår i släktet pappersgetingar, och familjen getingar. Inga underarter finns listade i Catalogue of Life.